# Psoun běloocasý
Psoun běloocasý (Cynomys leucurus) je malý býložravý savec, který se vyskytuje v západním Wyomingu, západním Coloradu a v malých
oblastech ve východním Utahu a jižní Montaně. Největší populace psounů běloocasých se nachází ve Wyomingu, kde se jim hovorově říká "podvodníci". Tito psouni žijí v nadmořské výšce 1500 až 3000 m n. m., což je obecně výše než u ostatních druhů psounů. Mezi jeho predátory patří tchoř černý, jezevec americký a orel skalní.

## Popis
Psoun běloocasý je tmavě hnědý hlodavec s velkýma očima. Má tmavou skvrnu na tvářích nad a pod každým okem.

## Stav ochrany
Populace psounů běloocasých se dramaticky snížily a zbývající populace zaujímá pouze přibližně 8% původního rozsahu. Jsou ohroženi lidským pronásledováním (střelbou a otravou) a chorobou jménem dýmějový mor, která dokáže lehce nakazit všechny psouny. Toto zvíře žije v malých komunitách, které jsou zranitelné tím, že jsou ničeny všemi těmito problémy.
Tento druh se objevuje v červeném seznamu ohrožených druhů IUCN se statusem málo dotčený, který byl naposledy vyhodnocen v roce 1996. Byly podány petice k ochraně psouna běloocasého, ale kvůli nedostatečným vědeckým údajům popisujícím aktuální populační trendy byly odmítnuty vládní agenturou Fish and Wildlife Service Spojených států.